# Curtis (Mondkrater)
Curtis ist ein sehr kleiner, tassenförmiger Einschlagkrater im westlichen Mare Crisium, östlich des Kraters Picard. Er weist keine besonderen Erkennungsmerkmale auf.
Curtis wurde in der Vergangenheit als Picard Z bezeichnet, ehe er im Jahre 1973 durch die Internationale Astronomische Union (IAU) eine eigene Bezeichnung erhielt.